# Мосеево (Архангельская область)
Мосеево — деревня в Мезенском районе Архангельской области Российской Федерации. Входит в состав Быченского сельского поселения. До 2015 года была административным центром Мосеевского сельского поселения.

## География
Мосеево расположено на востоке Мезенского района, на правом берегу реки Пёза, напротив устья реки Мосеевская Палуга. Восточнее деревни, на левом берегу Пёзы находится аэродром Мосеево. Выше по течению Пёзы находится деревня Калино.

## Население
| 2002 | 2010 | 2012 |
| ---- | ---- | ---- |
| 103  | ↘71  | ↗79  |

Численность населения деревни, по данным Всероссийской переписи населения 2010 года, составляла 71 человек.

### Карты
- [mapq38.narod.ru/map1/index081.html Топографическая карта Q-38-81,82. Мосеево]
- Мосеево на карте Wikimapia
- Мосеево. Публичная кадастровая карта